# Styloniscus nordenskjoeldi
Styloniscus nordenskjoeldi är en kräftdjursart som först beskrevs av Karl Wilhelm Verhoeff 1939C.  Styloniscus nordenskjoeldi ingår i släktet Styloniscus och familjen Styloniscidae. Inga underarter finns listade i Catalogue of Life.